# ليلاند إيفان توماس
ليلاند إيفان توماس (بالإنجليزية: Leland Evan Thomas)‏ هو ضابط أمريكي، ولد في 20 سبتمبر 1918 في أونتاريو في الولايات المتحدة، وتوفي في 18 سبتمبر 1942 في جوادالكانال في جزر سليمان.